# Усть-Каменогорск
Усть-Каменого́рск (каз. Өскемен / Öskemenо файле) — крупнейший город на востоке Казахстана, административный центр Восточно-Казахстанской области с 1939 года.
В IX—XIII веках на территории Прииртышья проживали племена найманов и кереев. В начале XVII века при Хане Есиме во время реформирования Казахского ханства эти племена вошли в Средний жуз. Город Усть-Каменогорск основан в 1720 году как крепость «Усть-Каменная» Указом Петра I для укрепления рубежей государства и разведки месторождений золота в верховьях Иртыша. В 1868 году она получила статус города. До 1932 года город входил в состав Томской губернии, Омской области, Семипалатинской губернии Киргизской АССР и Семипалатинского округа Казахской АССР.

## Физико-географическая характеристика

### Географическое положение
Расположен в восточной части Казахстана, в месте впадения Ульбы в Иртыш, примерно в 280 километрах к западу от горы Белухи, высшей точки Алтайских гор и 947 километрах от столицы — Астаны. Эту область Алтайской горной системы исторически называют Рудным Алтаем.

### Климат
Климат резко континентальный с неустойчивым увлажнением. Холодный период — с ноября по март. Зафиксированный рекордный минимум температуры воздуха в январе −49 °C, в июле +4 °C. Рекордный максимум — +8 °C в январе и +43 °C в июле.
| Показатель                             | Янв.  | Фев.  | Март  | Апр.  | Май  | Июнь | Июль | Авг. | Сен. | Окт.  | Нояб. | Дек.  | Год   |
| -------------------------------------- | ----- | ----- | ----- | ----- | ---- | ---- | ---- | ---- | ---- | ----- | ----- | ----- | ----- |
| Абсолютный максимум, °C                | 9,0   | 10,5  | 22,0  | 31,9  | 38,0 | 37,5 | 41,0 | 42,8 | 38,6 | 29,3  | 22,7  | 11,9  | 34,6  |
| Средний суточный максимум, °C          | −9,4  | −7,9  | −1,1  | 12,2  | 20,7 | 24,9 | 27,3 | 26,1 | 19,9 | 11,4  | 0,0   | −7,2  | 9,7   |
| Средняя температура, °C                | −15   | −14,2 | −7    | 5,7   | 14,0 | 18,6 | 20,4 | 18,4 | 12,2 | 5,0   | −5,1  | −12,1 | 3,4   |
| Средний суточный минимум, °C           | −20,1 | −20,4 | −12,7 | −0,5  | 6,7  | 11,6 | 13,8 | 10,8 | 4,7  | −0,5  | −9,6  | −17,2 | −2,8  |
| Абсолютный минимум, °C                 | −47,2 | −44,6 | −40   | −26,1 | −7,3 | −1,3 | 1,3  | −0,7 | −8,9 | −21,5 | −42,8 | −42,2 | −37,2 |
| Норма осадков, мм                      | 26    | 22    | 26    | 31    | 43   | 37   | 50   | 32   | 25   | 40    | 45    | 42    | 416   |
| Источник: Climate Zone Погода и климат |       |       |       |       |      |      |      |      |      |       |       |       |       |

## Официальная символика
Герб

В основе герба — щит классической формы, на котором изображены горные вершины с водными пространствами между ними, что символизирует реки Ульбу и Иртыш в обрамлении зелёных берегов. В верхней части герба — название города, в нижней сторожевая башня, перевитая лентой, на которой значится год основания крепости.
Отношение высоты герба к его ширине 4:3.
Флаг
Флаг представляет собой прямоугольное полотнище белого цвета, со смещённым от центра в сторону древка изображением герба города. У древка вертикальная полоса с национальным орнаментом. На противоположной стороне полотнища соединяются две диагональные полосы, образующие стрелку, что символизирует слияние двух рек Ульбы и Иртыша. Изображение орнамента и диагональных полос голубого цвета, цвета государственного флага, что определяет территориальную принадлежность города.
Сочетание цветов (белого, голубого, многоцветение герба), обозначает чистоту, богатство, процветание, самодостаточность. Отношение ширины флага к его длине 1:2.

## История
Побережья Иртыша являлись местом проживания племён кыпчаков и найманов. В XV веке, племена живущие на территории современного Казахстана, объединились и вошли в состав Казахского ханства, которое состояло из 3 жузов (Старший, Средний, Младший). Кыпчаки и найманы, жившие в Восточном Казахстане, вошли в Средний жуз.
Во второй половине XVII века к 50 км от югу современного города располагался ойратский монастырь,но он был разрушен Галданом Бошогту Ханом.
В первой половине XVIII века, во время казахско-джунгарской войны, эти земли были активными зонами боевых действий между казахами и джунгарами. В этих землях происходили события годов великого бедствия.

### Основание города
От сибирского губернатора Матвея Гагарина стало известно о том, что на реке Яркенд в изобилии водится «песочное золото». Этого золота, по словам губернатора, было столь много, что добывалось оно «во время половодья с помощью попон, ковров и сукон». В мае 1720 года экспедиция майора Ивана Лихарева, снаряжённая по указу Петра I, направилась к озеру Зайсан. До озера дошли благополучно, но дальнейший путь по Чёрному Иртышу преградил большой джунгарский отряд. Нападения были легко отбиты, однако двигаться дальше не позволил сильно обмелевший Иртыш. Экспедиция повернула назад.
30 августа 1720 года военный отряд русской армии прибыл к месту слияния Иртыша и Ульбы, где начались работы по строительству крепости. Этот день принято считать днём основания города.

Осенью 1720 года на месте, где сливаются Иртыш и Ульба, по приказу Лихарева была заложена крепость Усть-Каменогорская, названная так потому, что именно в этом месте Иртыш как бы вырывался из устья каменных гор и дальше катил свои воды по равнине. Крепость была окружена высокими валами. В крепости находились казармы для солдат, военный госпиталь, квартиры военачальников, различные кладовые и отделения каторжной тюрьмы, существующие до сих пор. Первые дома вне крепости построили вблизи укрепления. Тем самым было положено основание города. Хлеб сюда доставляли из Тобольска. От Верхотурья до Омской крепости везли груз на лошадях, а от Омска до Усть-Каменогорска — «бечевой» по Иртышу. Усть-каменогорские казаки стали сами засевать небольшие пашни, но приезжавший в 1747 году командующий сибирским войском генерал-майор Х. Х. Киндерман отправил «покорнейшее доношение» императрице Елизавете Петровне о том, что «теперь казаки сами будут себя своим хлебом пропитывать, да ещё в гарнизоны поставлять». 
 В жизни Усть-Каменогорска, свидетельствовал священник Б. Герасимов, бывали печальные дни, когда ему приходилось полностью выгорать, терпеть большой урон от наводнений. Случавшиеся на Иртыше заторы разбивали стрельбой из крепостных пушек.
Во второй половине XVIII века около крепости стали оседать переселенцы, в основном сибирские казаки. В 1760 году появился сенатский указ «О занятии в Сибири мест от Усть-Каменогорской крепости по реке Бухтарме и далее до Телецкого озера, о построении там в удобных местах крепостей и заселении той стороны по реке Убе, Ульбе, Берёзовке, Глубокой и прочим речкам, впадающим в Иртыш-реку, русскими людьми до двух тысяч человек». Крестьян приписали к колывано-воскресенским заводам, они возили руду и работали на заводах. Много было и ссыльных. В 1762 году был издан указ, который приглашал русских староверов, в своё время бежавших в Польшу от религиозных преследований, вернуться на родину. Для переселения им предлагались места на Алтае.
Первооснову городу положили улицы Ильинская, Троицкая, Большая, Андреевская. Начинались они от берега и застраивались вдоль Ульбы. Эти улицы пересекали переулки Соляной, Крепостной, Мечетский, Соборный. Старые карты города показывают строгую прямолинейность улиц и переулков. Благодаря такой планировке город хорошо продувался свежими ветрами с гор, а во время наводнений вода легко расходилась по улицам и переулкам. До революции центральной части города (улица Кирова, парк имени Кирова, улица М. Горького) был свойственен ярко выраженный торговый колорит. Его создавали многочисленные торговые строения. Базарная площадь с торговыми рядами; торговля сельскохозяйственными продуктами на городском базаре велась ежедневно и оживлённо. Здесь же ежегодно проводилась ярмарка, на которой продавались хлеб, пушнина, масло, кожа, воск, мёд и другие товары. Здесь же стояли каменные магазины богатых купцов. Несколько этих зданий сохранились по ул. Кирова, М. Горького. Крепость Усть-Каменогорская стала станицей, а затем и уездным городом.
В 1863 году МИД России отправляет экспедицию на Западно-Китайскую границу, озеро Зайсан и Тарбагатай во главе с К. В. Струве для установления новой границы с Китаем. В этой экспедиции принимал участие известный русский учёный Г. Н. Потанин.
В 1868 году Усть-Каменогорск получает статус города.
В 1897 году жителей (1897) 8958 (4667 мжч., 4291 жнщ.), домов 1297, церквей 2. Училища городское 3-классное, мужское приходское, женское приходское, казачье смешанное, церковно-приходское смешанное и татарское. 6 кожевенных заводов, 1 салотопенный, 4 мыловаренных, 2 воскобойных, 5 маслобойных, 1 просорушка, 4 овчинных завода, 4 кирпичных и 1 мельница. Ярмарка с оборотом в 1897 г. в 21485 р. (хлеб, пушнина, воск, масло коровье и растительное, кожи и мед). Жители занимаются хлебопашеством, пчеловодством и золотопромышленностью.
К началу XX века продолжает развиваться торговля, строится пристань и узкоколейная железная дорога, соединившая город с Риддером. В 1916 году Геологический комитет послал на Алтай геолога В. К. Котульского, который ознакомился с рудными месторождениями Юго-Западного Алтая, названного им по обилию последних Рудным, и пришёл к твёрдому убеждению, что его недра отнюдь не выработаны и заслуживают самого серьёзного внимания.

### Период революции и Гражданской войны
Известие о свержении монархии поступило в город 3 марта 1917 года и было встречено многочисленными митингами. Вскоре был создан совет рабочих и солдатских депутатов, большинство в котором получили меньшевики и эсеры. Усть-Каменогорцы проявили полное равнодушие к выборам в Учредительное собрание. Лишь часть жителей Заульбинской стороны города прошли сверку списков избирателей, — при этом они были уверены, что идёт составление списков на предмет получения мануфактурных товаров. Гораздо больший интерес вызвала деятельность большевистской организации, оформившейся в городе в октябре-ноябре 1917 года. Большевики сформировали параллельный совдеп, председателем которого был избран Яков Ушанов. Большевики потребовали переизбрания городской думы, перевыборы были назначены на 15 января 1918 года, но не состоялись. 14 марта дума объявила о своём самороспуске, власть в городе и уезде перешла к Советам. В апреле 1918 года в Усть-Каменогорске издаётся первый номер областной газеты «Рудный Алтай».
10 июня 1918 года Советская власть была свергнута. Члены Совдепа арестованы и заключены в тюрьму, а затем казнены. За переполненной Усть-Каменогорской тюрьмой утвердилось название — «Южно-Сибирский Шлиссельбург».
1-3 июля 1919 на территории Усть-Каменогорской тюрьмы вспыхнуло восстание, которое было подавлено белыми войсками.
Советская власть была восстановлена 15 декабря 1919 года, когда в город вошли части Красной армии.

### Советский период
В 1938 году было закончено строительство железной дороги Рубцовск — Риддер. Дорога связала Рудный Алтай с Транссибирской и Среднеазиатской магистралями.
В 1939 году Усть-Каменогорск стал областным центром Восточно-Казахстанской области. В том же году началось строительство Усть-Каменогорской ГЭС.
После начала Великой Отечественной войны с осени 1941 года в область начали прибывать эвакуированные предприятия и учреждения. В Усть-Каменогорск прибыл Симферопольский мотороремонтный завод. Размещён он был на площадях треста «Алтайстрой». Осенью 1942 года стали приходить эшелоны с оборудованием завода «Электроцинк» из города Орджоникидзе. В город с населением немногим более двадцати тысяч одновременно прибыло более двух тысяч рабочих, инженерно-технических работников с семьями. С 1 июля 1941 года по 24 января 1942 года со строительных площадок «Нивагэсстроя», «Сунастроя» и станции ЭНСО в адрес треста «Иртышгэсстрой» поступило 434 вагона различного оборудования.
В декабре 1951 года дала промышленный ток Усть-Каменогорская ГЭС.
В марте 1953 года открыто первое (пробное), рабочее движение поездов на линии Усть-Каменогорск — Зыряновск. Дорога вступила в строй действующих на линии Защита — Зыряновск в декабре 1953 года. В 1956 году начала свою работу мебельная фабрика; в 1958 году началось строительство, а в 1965 году был сдан в эксплуатацию титано-магниевый комбинат; в марте 1958 года первым в республике Усть-Каменогорский телецентр начал вести регулярные передачи; в 1958 году пущены в эксплуатацию Востокмашзавод и конденсаторный завод; в сентябре 1960 года введена в эксплуатацию первая очередь трамвая от Школьной улицы до машзавода; в октябре 1961 года дал первую промышленную продукцию завод приборов; в 1975 году был запущен арматурный завод.

## Население
Основные демографические показатели (в расчёте на 1000 жителей, данные за январь—ноябрь 2009 года):
- Коэффициент рождаемости — 14,4
- Коэффициент смертности — 12,2
- Браков — 9,3
- Разводов — 4,3

Национальный состав (на начало 2023 года):
- казахи — 186 443 чел. (50,03 %)
- русские — 167 412 чел. (44,92 %)
- немцы — 4502 чел. (1,21 %)
- татары — 3397 чел. (0,91 %)
- украинцы — 3367 чел. (0,90 %)
- белорусы — 956 чел. (0,26 %)
- азербайджанцы — 920 чел. (0,25 %)
- корейцы — 759 чел. (0,20 %)
- чеченцы — 589 чел. (0,16 %)
- узбеки — 458 чел. (0,12 %)
- армяне — 309 чел. (0,08 %)
- уйгуры — 286 чел. (0,08 %)
- таджики — 178 чел. (0,05 %)
- другие — 3118 чел. (0,84 %)
- Всего — 372 694 чел. (100,00 %)

| Численность населения Усть-Каменогорска | Численность населения Усть-Каменогорска | Численность населения Усть-Каменогорска | Численность населения Усть-Каменогорска | Численность населения Усть-Каменогорска | Численность населения Усть-Каменогорска | Численность населения Усть-Каменогорска | Численность населения Усть-Каменогорска | Численность населения Усть-Каменогорска |
| 1897                                    | 1959                                    | 1970                                    | 1979                                    | 1989                                    | 1991                                    | 1999                                    | 2004                                    | 2005                                    |
| --------------------------------------- | --------------------------------------- | --------------------------------------- | --------------------------------------- | --------------------------------------- | --------------------------------------- | --------------------------------------- | --------------------------------------- | --------------------------------------- |
| 8721                                    | ↗150 371                                | ↗230 340                                | ↗274 287                                | ↗324 478                                | ↗332 900                                | ↘310 950                                | ↘294 507                                | ↘291 518                                |
| 2006                                    | 2007                                    | 2008                                    | 2009                                    | 2010                                    | 2011                                    | 2012                                    | 2013                                    | 2014                                    |
| ↘288 509                                | ↘287 693                                | ↘286 709                                | ↗303 720                                | ↗304 973                                | ↗307 251                                | ↗309 534                                | ↘309 510                                | ↗314 069                                |
| 2015                                    | 2016                                    | 2017                                    | 2018                                    | 2019                                    | 2020                                    | 2021                                    | 2023                                    |                                         |
| ↗316 893                                | ↗321 202                                | ↗328 294                                | ↗329 090                                | ↗331 614                                | ↗333 113                                | ↗335 406                                | ↗400 142                                |                                         |

## Религия
По состоянию на 2017 год на территории города существует 28 религиозных объединений. Из них: семь мечетей; православных приходов — 7; протестантских объединений — 13; римско-католический приход «Пресвятой девы Марии Святого Розария»; Усть-Каменогорское общество сознания Кришны; еврейская община ВКО.
Представленные выше религиозные объединения имеют 25 культовых сооружений.

### Ислам
В городе действуют мечети:
- Восточно-Казахстанская областная мечеть Халифа Алтай (район Левого берега) — седьмая по величине мечеть в республике (2025 г.)
- Городская мечеть Мухаммади (на территории центральной площади)
- Усть-Каменогорская центральная мечеть (Центральный район)
- Мечеть на Аблакетке (район посёлка Аблакетка)
- Мечеть на Защите (район Защиты)
- Мечеть Муса баба (район пос. К. Кайсенова)
- Мечеть имени Аль-Фараби (район КШТ)

### Христианство
Православие
Усть-Каменогорск является центром Усть-Каменогорской и Семипалатинской епархии Русской православной церкви. В городе действуют храмы:
- Андреевский кафедральный собор (район «Стрелка»)
- Богородице-Рождественский храм (район посёлка Аблакетка)
- Зиновьевский храм (район посёлка Новая Согра)
- Покровский храм (район посёлка Мирный)
- Свято-Троицкий храм (район «Стрелка»; памятник архитектуры)
- Домовый храм во имя преподобного Сергия Радонежского (на территории Свято-Троицкого монастыря)

Также в городе действует Свято-Троицкий мужской монастырь (открыт в 1993 году).
В Усть-Каменогорске и его окрестностях служили и приняли мученическую кончину впоследствии канонизированные святые:
- Священномученик протоиерей Сергий Феноменов (†1918)
- Священномученик протоиерей Александр Дагаев (†1920)
- Священномученик иерей Зиновий Сутормин (†январь 1920)
- Священномученик иерей Иоанн Баранов (†4.12.1937)
- Священномученик протоиерей Дмитрий Смирнов (†26.06.1940)

Протестантизм
- Церковь христиан-адвентистов седьмого дня[29] (ул. Башикова)
- Церковь евангельских христиан-баптистов «Родник» (ул. Казахстан)
- Церковь евангельских христиан-баптистов «Спасение» (ул. Серикбаева)
- Церковь «Храм поклонения» (ул. Карбышева)

Католицизм
- Римско-католический приход Пресвятой девы Марии Святого Розария[30] (ул. Алматинская)

### Иудаизм
- Синагога «Оэль Элиэзер — Хабад Любавич»[31] (район Автовокзала)

## Образование и наука
По состоянию на 1 июля 2017 года в городе работало 44 дошкольных организаций и 48 школ (в том числе 2 частные).

### Высшие учебные заведения
- Восточно-Казахстанский технический университет имени Д. Серикбаева
- Восточно-Казахстанский университет имени С. Аманжолова
- Казахстанско-Американский свободный университет (КАСУ)
- Восточно-Казахстанский региональный университет (ВКРУ)
- Алматинская академия экономики и статистики (ААЭС)

С 1950 года в городе действует Восточный научно-исследовательский горно-металлургический институт цветных металлов (ВНИИцветмет), созданный по решению Совета Министров СССР.

## Промышленность
В послевоенные пятидесятые годы XX века началось освоение богатств Рудного Алтая металлургами, горняками и разведчиками недр, «главный штаб» которых сосредоточен в Усть-Каменогорске.
Современный Усть-Каменогорск — центр цветной металлургии Казахстана. В начале войны сюда было эвакуировано оборудование завода «Электроцинк» из города Орджоникидзе. Началось строительство первого в Казахстане цинкового электролитного завода. После войны в счёт репараций с фашистской Германии сюда было перевезено новейшее оборудование Магдебургского цинкового завода. В сентябре 1947 года Усть-Каменогорский цинковый завод выдал первые слитки металла, а в 1952 году он был преобразован в свинцово-цинковый комбинат (УК СЦК), который ныне является головным в холдинге Казцинк, дочерней компании швейцарского концерна Glencore International. В октябре 1949 года выпустил первую партию своей продукции Ульбинский металлургический завод (УМЗ), который в советское время был «почтовым ящиком», а его работников называли «почтовиками». Его профилем являются топливо для АЭС и урановые, бериллиевые и прочие редкоземельные металлы и соединения. В 1965 году в районе Согра вверх по Ульбе был запущен титано-магниевый комбинат (УК ТМК) с полным циклом производства титана. В 18 километрах на северо-запад от города в границах Берёзовско-Белоусовского рудного поля располагается Белоусовское и Берёзовское месторождения полиметаллических руд.
В 1952 году на Иртыше была построена Усть-Каменогорская ГЭС, в 1959 году было открыто трамвайное сообщение, а в 1960 году — Бухтарминская ГЭС.
В 1953 году начал работать машиностроительный завод (ныне «Востокмашзавод»), выпускающий подземное, горное и прочее оборудование, а также товары народного потребления.
Чтобы трудоустроить и женскую половину горожан и направить развитие города на левый берег Иртыша, в 1970 году был заложен «Комбинат шёлковых тканей» (КШТ).
С 2003 года действовал первый и крупнейший в Казахстане автосборочный завод «Азия Авто», который выпускает ежегодно более 10-30 тыс. легковых автомобилей и внедорожников.

### Экология
Количество предприятий в Усть-Каменогорске очень велико относительно количества проживающих там людей. По данным за 2002 год, в городе насчитывается около 169 фирм. Большинство из них являются промышленными предприятиями, которые работают на добыче и переработке сырья и, главным образом, тяжёлых металлов. Среди них есть несколько гигантов, которые находятся в одном городе:
1. Казцинк является крупным полностью интегрированным производителем цинка со значительными кредитами на медь, драгоценные металлы и свинец. Компания была создана в 1997 году путём слияния трёх основных предприятий цветной металлургии Восточного Казахстана — Усть-Каменогорского свинцово-цинкового комбината, Лениногорского полиметаллического комбината и Зыряновского свинцового комбината. Компания продолжает развиваться, стремясь занять стабильное положение среди пяти самых дешёвых мировых производителей цинка. Помимо цинка он производит в больших масштабах свинец, серебро, медь и многое другое[36].
2. Титано-магниевый комбинат специализируется на производстве и продаже цветных металлов[37].
3. Ульбинский металлургический завод производит высокотехнологичную урановую, бериллиевую и танталовую продукцию для нужд атомной энергетики, электроники, металлургии и других сфер деятельности. Компания входит в число лидеров по производству своей специфической продукции[38].
4. Помимо горнодобывающих и перерабатывающих компаний, в городе сосредоточены многочисленные теплоэлектростанции и около пяти гидроэлектростанций.

Предприятия имеют вклад в загрязнение атмосферы, воды и почвы. Ситуация в Усть-Каменогорске отличается от других городов, таких как Алма-Ата, где большая часть экологической проблемы связана с выбросами автомобилей. Здесь атмосфера города содержит побочные продукты производства тяжёлых металлов, такие как диоксид азота, диоксид серы, Zn, Cd, Cl, As, C, Be, фенол, бензол, NaOH, NH3, радиоактивность и т. д. В целом в городе обнаружено около 170 загрязняющих компонентов.
В Усть-Каменогорске есть три точки воздействия. Атмосфера поражена больше всего. При плохой городской вентиляции (средний процент затишья 48 %), при большом количестве транспортных средств и стационарных источников актуальность загрязнения воздуха в городе не вызывает сомнений. Концентрация вредных веществ в воздухе увеличивается с каждым годом из-за политики компаний, ищущих увеличение производства и прибыли. Как обычно, загрязнение усиливается низким качеством автомобильного топлива и увеличением количества автомобилей. В результате всего этого Усть-Каменогорск часто признаётся одним из самых загрязнённых областных центров Казахстана.
Наиболее загрязнёнными реками республики являются те, что протекают по территории Восточно-Казахстанской области, где наибольший показатель загрязнения поверхностных вод наблюдается в районах добычи и обогащения полиметаллических руд. Главным образом на воду влияют промышленные отходы и хранилища отходов. Загрязнение воды свинцом, селеном, кадмием, нитратами распространяется на многие километры, вследствие чего несколько водозаборов питьевой воды в западной части города закрыты или будут закрыты.
Почва вблизи промышленных территорий удерживает твёрдые отходы фирм и становится менее пригодной для посадки. Растущее количество промышленных отходов требует больших площадей для их хранения.
В результате большой добычи урана и присутствия других радиоактивных элементов, таких как торий, радон или радиоактивная пыль, радиоактивный фон города примечателен зонами радиоактивных аномалий, которые распространены вокруг города.
Усть-Каменогорск является лидером в Казахстане по количеству людей, имеющих проблемы с дыханием и заболеваниями иммунной системы. Статистика показывает, что наиболее частыми заболеваниями являются заболевания органов дыхания и мочеполовой системы. В последние годы число людей, страдающих раком, также увеличивается.

## Транспорт
В городе действует международный аэропорт. Также есть четыре железнодорожных станции: Усть-Каменогорск, Оскемен-1, Коршуново и Ново-Усть-Каменогорск.
Междугороднее автобусное сообщение осуществляется с двух автовокзалов. Самую разветвлённую сеть (более 35 направлений) имеет старейший вокзал, который находится у Дворца спорта на проспекте им. Абая (Новошкольная улица). С этого вокзала автобусы ходят как в населённые пункты области и республики, так и в другие крупнейшие города Западной Сибири, например Красноярск, Омск, Томск, Новосибирск, Барнаул. Существует международное автобусное сообщение с китайским городом Урумчи. Маршрутная сеть второго вокзала, расположенного на ул. Мызы, охватывает только область (17 направлений).
Самым популярным видом городского общественного транспорта является трамвай, хотя его доля в общем объёме перевозок меньше, чем у автобуса.
Стоимость проезда на общественном транспорте по состоянию на июль 2024 г.— 90 тенге

## Культура

### Театры и залы
- Восточно-Казахстанский областной театр драмы имени Жамбыла Жабаева
- Восточно-Казахстанская областная государственная филармония
- Областной Дом дружбы народов
- Дворец культуры металлургов
- Дворец спорта имени Бориса Александрова

### Музеи
- Восточно-Казахстанский областной историко-краеведческий музей
- Восточно-Казахстанский областной архитектурно-этнографический и природно-ландшафтный музей-заповедник
- Восточно-Казахстанский музей искусств

### Библиотеки
- Областная библиотека имени А. С. Пушкина
- Централизованная библиотечная система города Усть-Каменогорска
- Восточно-Казахстанская областная детско-юношеская библиотека[44]
- Восточно-Казахстанский филиал ГКП «Республиканская научно-техническая библиотека»
- Восточно-Казахстанская областная специальная библиотека для незрячих и слабовидящих граждан (единственная в ВКО)

### В культуре
Город упоминается в книгах Николая Анова «Пропавший брат» и «Огни на Иртыше», в романе Николая Чекменёва «Семиречье», в телесериале «Охотники за бриллиантами», в кинофильмах «Экипаж» и «Ирония судьбы». Усть-Каменогорску посвящено стихотворение Павла Васильева «Город Серафима Дагаева» и стихотворение Михаила Чистякова «Усть-Камень». В романе Виктора Дьякова «Дорога в никуда», рассказе «Путешествие на Бухтарму». В романе Елизаветы Геттингер «Вместе обрести сейчас».

### Спорт
Хоккей с шайбой является главным видом спорта в Усть-Каменогорске, в СССР город прозвали «хоккейной кузницей». Хоккейный клуб «Торпедо» был создан в 1955 году при Ульбинском металлургическом заводе. В 1968 году был построен Дворец спорта. В 1989 году хоккейная школа города была признана лучшей в СССР.
В Усть-Каменогорске базируется женский волейбольный клуб Шыгыс-СвинецСтрой.

## Главы города

### Первые секретари горкома
1. Садык Койчубаев январь 1963—1967 — июль ~1971
2. Юлиан Андрианов 1968 — 1971
3. Алексей Лесечко 1971—1980 — ~1984
4. Юрий Шейко ~1985~

### Акимы
1. Николай Носиков (1992—1995)[48]
2. Юрий Кудинов (1995—1997)[49]
3. Александр Лукин (16 мая 1997—1999)
4. Вера Сухорукова (сентябрь 1999 — январь 2003)[50]
5. Александр Гречухин (январь 2003 — январь 2004)
6. Амангельды Кажибаев (15 января 2004 — январь 2005)
7. Магзам Баяндаров (январь 2005 — 30 мая 2005)
8. Александр Быстров (30.05.2005 — 14.09.2006)
9. Манарбек Сапаргалиев (14.09.2006 — март 2007)[51]
10. Шакарым Буктугутов (март 2007 — август 2008)
11. Темирбек Касымжанов (август 2008 — март 2009)
12. Ислам Абишев (март 2009 — февраль 2012)
13. Серик Таукебаев (3 февраля 2012 — 25 мая 2013)
14. Темирбек Касымжанов (25 мая 2013 — 20 апреля 2016)
15. Ерлан Аймукашев (20 апреля 2016 — 3 мая 2017)
16. Куат Тумабаев (30 мая 2017 — 16 августа 2018)
17. Жаксылык Омар (20 августа 2018 — 27 ноября 2024)
18. Алмат Акышов (11 декабря 2024 — настоящее время)

## Города-побратимы
- Каннын, Республика Корея — с 2011
- Бурса, Турция — с 2011
- Бобруйск, Беларусь
- Йокнеам, Израиль — с 2012
- Барнаул, Россия — с 2012
- Улгий, Монголия — с 1 февраля 2018

## Галерея
- Дворец культуры металлургов
- Типовой микрорайон города